# Пукка
Пукка (кор. 뿌까, англ. Pucca) — южнокорейская медиафраншиза компании Vooz Co., Ltd. и одноимённый мультсериал.

## Сюжет
Основные события разворачиваются вокруг 11-летней девочки по имени Пукка, племянница владельца китайского ресторана из небольшой горной деревни Суга. Она влюблена в 13-летнего Гару, однако целью жизни юного избранника является восстановление величия своей семьи, древнего клана ниндзя, поэтому Пукке он предпочитает постоянные тренировки. В свою очередь, Чинг, лучшая подруга Пукки, готовит себя к замужеству с ничего не подозревающим об этом Абио, мастером кунг-фу, сердцеедом и спарринг-партнёром Гару.

## Серии
| Номер эпизода | Название                                                             | Дата показа      |  |
| ------------- | -------------------------------------------------------------------- | ---------------- |  |
|               |                                                                      |                  |  |
| 1             | С днем рождения, Пукка! / Танцуй, Пукка, танцуй! / Кошачье похищение | 18 сентября 2006 |  |
| 2             | Дом с сюрпризами / Кулинарный провал / Куриная сила                  | 25 сентября 2006 |  |
| 3             | Нинджицу для оболтусов / Игрушка для кошки / Разборка в кинотеатре   | 2 октября 2006   |  |
| 4             | На большой глубине / Извержение любви / Вокруг света с макарониной   | 9 октября 2006   |  |
| 5             | Летающий ниндзя / Невидимая беда / Бронированная любовь              | 16 октября 2006  |  |
| 6             | Унесенные лапшой / Кулинарные войны / В погоне за покупками          | 30 октября 2006  |  |
| 7             | Наперегонки / Снежные ниндзя / Птичий грипп                          | 13 ноября 2006   |  |
| 8             | Пинг-понговая Пукка / Особый заказ / Тюремный ниндзя                 | 20 ноября 2006   |  |
| 9             | Власть цветов / Диван сокровищ / Высоковольтный ниндзя               | 27 ноября 2006   |  |
| 10            | Потусторонний ниндзя / Проклятая бабочка / Спокойной ночи            | 2 декабря, 2006  |  |
| 11            | Потерять лицо / Швейцарский поцелуй / Цирковой бэнг-бэнг             | 10 декабря 2006  |  |
| 12            | Романтический клон / Ниндзязавр / Несчастливое печенье               | 18 декабря 2006  |  |
| 13            | На лечении / По тонкому льду / Ночные похождения Тобе                | 31 декабря 2006  |  |
| 14            | Мститель без рубашки / Конкурс песен / По ком звонит колокол         | 15 января, 2007  |  |
| 15            | Кустанский дух / Ниндзя-серферы / Дайте автограф!                    | 10 февраля 2007  |  |
| 16            | Дровосеки-ниндзя / Болек на дереве / Любовь и лапша                  | 14 февраля 2007  |  |
| 17            | Удостоверение ниндзя / Поездка в Токио / Пожарная тревога            | 26 февраля 2007  |  |
| 18            | Гару из джунглей / Внутренний враг / Золото Гару                     | 5 марта 2007     |  |
| 19            | Звездный час Ринг-Ринг / Страшный гость / Однажды из Америки         | 19 марта 2007    |  |
| 20            | Храм спокойствия / Непрекрасный принц / Пуккахонтас                  | 26 марта 2007    |  |
| 21            | «Поездка в Токио / Удостоверение ниндзя / Пожарная тревога»          | 2 апреля 2007    |  |
| 22            | Путь к сердцу мужчины                                                | 9 апреля 2007    |  |

## Анимация
Изначально проект «Пукка» представлял собой онлайн-мультфильм, созданный с помощью технологии Flash компанией Vooz Co., Ltd. Большинство его эпизодов, в котором полностью отсутствовали диалоги, строились на попытках Пукки поцеловаться с Гару.

## Персонажи

### Главные герои
- Пукка — главная героиня, девочка 10 лет (позже 11, потом 12, а потом 13), живущая в деревне Суга. Она безумно влюблена в 12-летнего Гару и всячески ищет способ поцеловать его. С первого взгляда кажется слабой девочкой, но если Пукку разозлить, она способна победить целую армию ниндзя. Очень любит лапшу и своих друзей.
- Гару — 12 лет (позже 13, потом 14, а потом 15). Молодой последователь клана ниндзя. Знает огромное количество боевых стилей ниндзя и прекрасно владеет катаной. Гару дал обет молчания, поэтому он никогда не разговаривает, впрочем, как и сама Пукка. Она влюблена в Гару, хотя он и убегает от неё постоянно, он тоже любит её, но его смущает навязчивость девочки. Единственной целью Гару является оттачивание своих боевых навыков и победа над своим главным врагом Тобе, и если всё же Гару проигрывает, ему помогает влюблённая Пукка. Именно на нём (а не на Пукке) построено большинство серий.

### Остальные персонажи
- Абио — одиозный последователь кунг-фу и спарринг-партнёр Гару. Имеет странную привычку рвать на себе одежду, при этом выкрикивая «кия». Любит красоваться перед девчонками. Считает, что он лучше Гару. Сын полицейского. Шарж на Брюса Ли.
- Чинг — лучшая подруга Пукки и страстная поклонница Абио. Самая добрая и мирная жительница деревни Суга, хотя вполне может постоять за себя (с помощью мечей). Всегда носит на голове курочку.
- Тобе — злейший враг Гару и предводитель клана злых ниндзя, главный антагонист мультсериала. Мечтает отомстить Гару (причины не объяснены), но его планы обычно срывает Пукка. Имеет шрам Х на лице. Своими злодейскими способностями ниндзя, Тобе здорово напоминает Шреддера,  злодея из довольно популярного мультсериала Черепашки ниндзя.
- Санта — житель деревни Суга. Санта работает в магазинах игрушек и во многих других местах. Постоянно смеётся и смешно себя ведёт. В прошлом был легендарным ниндзя-вором по прозвищу Красный Фонарь.
- Божество — лысый бородатый старик, живущий в храме на облаках. Имеет несколько жён. Повелевает молниями и погодой.
- Шаманы-неудачники — три шамана, которым постоянно не везёт. Чаще всего пытаются добыть еду.
- Ниндзя — слуги Тобе. Ужасно глупы.
- Человечки — маленькие существа с вечно улыбающимися рожицами, розовых и голубых цветов. В городе выполняют роль разнорабочих (чаще всего строителей). Также, могут исполнять роли зрителей в кинотеатре.
- Дамплинг — первый повар
- Хо — второй повар
- Линджини — третий повар.
- Ринг-Ринг — на первый взгляд милая девочка с голубыми волосами, собранными в красивый пучок. Однако стоит хоть немного разозлить Ринг-Ринг (что очень легко сделать), как открывается её альтер эго — тёмная сторона девочки — древняя богиня ветра. В такие моменты волосы Рин-Рин распускаются, превращаясь в длинные щупальца. Кроме волос богиня начинает атаковать и своими длинными рукавами. А если волосы и рукава оказываются бессильны, Ринг-Ринг атакует своим пронзительным криком. Несколько раз Ринг-Ринг сталкивалась в битве с Пуккой.
- Дада — мальчик, прислуживающий на кухне ресторана. Невероятно труслив. Влюблен в Ринг-Ринг.